# Sjökrigsskolan (Finland)

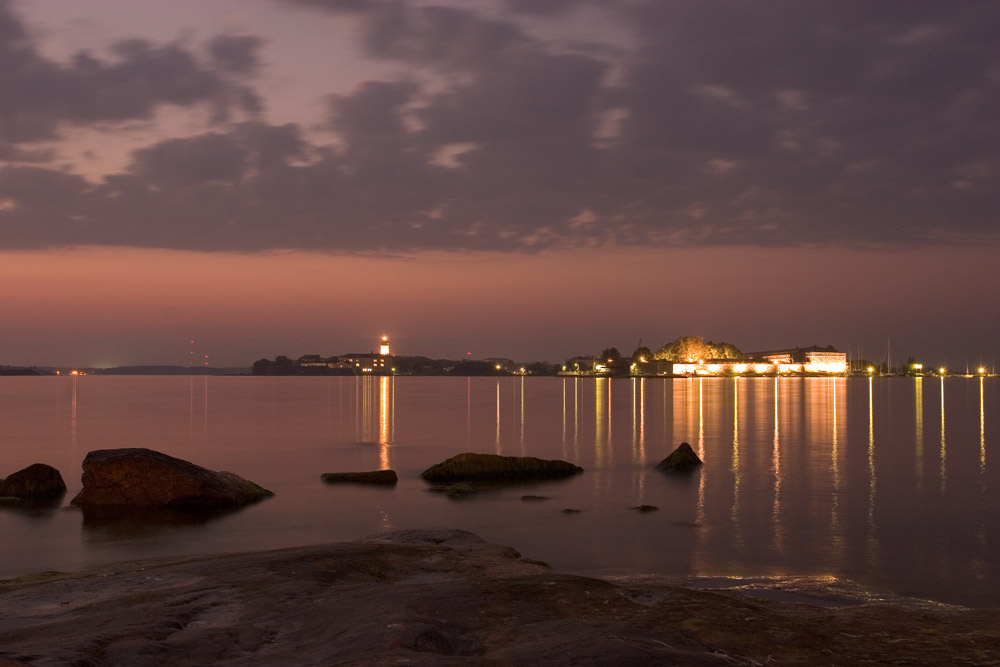
Sjökrigsskolans område

Sjökrigsskolan eller Merisotakoulu är officersskola inom finländska marinen som verkat i olika former sedan 1930. Förbandsledningen är förlagd i Sveaborg i Helsingfors och Pansio i Åbo.

## Historik
Sjökrigsskolan bildades den 1 november 1930 genom en sammanslagning av sjöförsvarsavdelningen vid kadettskolan, kustartillerilinjen vid Reservofficersskolan och Sjöförsvarets kapitulantskola, samt att sjöofficers- och underofficersutbildningen centraliserades till skolan. År 1952 fattades beslut om att skilja kustartilleriet från sjöstridskrafterna. Därefter följde en lång övergångsperiod under vilken man 1969 på Sandhamn inrättade kustartilleriskolan, som 1998 anslöts till Sjökrigsskolan. 

## Verksamhet
Sjökrigsskolan är underställd kommendör för marinen. Vid den nuvarande skolan utbildas kadetter till marinofficerare, vartill värnpliktiga utbildas till reservofficerare i marinen. Dessutom anordnas där vidareutbildning, kompletterande fackundervisning för både marinens och övriga försvarsgrenars personal och reservister samt specialutbildning för marinens personal. Skolan grundades i sin nuvarande form 1930 men reservofficersutbildningen har erbjudits på Sveaborg sedan 1779. Sjökrigsskolan är den enda anstalten som påminner om Sveaborgs militära förflutna

## Förläggningar och övningsplatser
Sjökrigsskolan är belägen på Lilla Öster Svartö på Sveaborg utanför Helsingfors. Sjökrigsskolan är den enda anstalten som påminner om Sveaborgs militära förflutna. Den militära förvaltningen av fästningen upphörde 1973. 

## Heraldik och traditioner
Sjökrigsskolan på Sveaborg inrättades 1930, men har traditioner från 1779, då utbildning av sjöofficerare inleddes i den svenska skärgårdsflottans regi.

## Förbandschefer
- 1930–1933: Kapten Ragnar Hakola
- 1933–1935: Befälhavare Svante Sundman
- 1935–1936: Befälhavare Arvo Wirta
- 1936–1937: Överstelöjtnant Pekka Enkainen
- 1937–1938: Kommendörkapten Väinö Kopio
- 1938–1939: Överstelöjtnant Norman Simonen
- 1939–1942: Befälhavare Akseli Raninen
- 1942–1944: Överstelöjtnant Aarne Petäjäniemi
- 1944–1944: Befälhavare Sulo Enkiö
- 1944–1946: Överste Viljo Valtanen
- 1946–1947: Befälhavare Sulo Enkiö
- 1947–1953: Överste Toivo Reponen
- 1953–1955: Överste John Kiveliö
- 1955–1960: Överste Reino Aaltonen
- 1960–1963: Kommodor Kalervo Kijanen
- 1963–1969: Kommodor Kauko Pekkanen
- 1969–1971: Kommodor Olavi Haikala
- 1971–1977: Kommandör Erik Helenius
- 1977–1978: Kommodor Jorma Haapkylä
- 1978–1980: Befälhavare Jukka Pajala
- 1980–1983: Kommodor Erik Wihtol
- 1983–1987: Kommodor Kalle Rantanen
- 1987–1991: Kommodor Aarno Koivisto
- 1991–1997: Kommodor Jukka Pajala
- 1997–2002: Kommodor Risto Rasku
- 2002–2006: Kommodor Kai Varsio
- 2006–2008: Kommodor Kimmo Kotilainen
- 2008–2010: Kommodor Sten Henrik Nystén
- 2011–2011: Kommodor Veijo Taipalus
- 2011–2014: Kommodor Sakari Martimo
- 2015–2017: Kommodor Pasi Pajunen
- 2017–2018: Kommodor Tuomas Tiilikainen
- 2019–2022: Kommodor Juhapekka Rautava
- 2022–20xx: Kommodor Tuomo Mero

## Namn, beteckning och förläggningsort
| Sjökrigsskolan | 1930-11-01 | – |  |

| MERISK | 1930-11-01 | – |  |

| Sveaborg/Helsingfors (F) | 1930-11-01 | – |  |
| Pansio/Åbo (F)           | 1930-11-01 | – |  |